# Малая Рача
Малая Рача (укр. Мала Рача) — село на Украине, находится в Радомышльском районе Житомирской области.
Код КОАТУУ — 1825080902. Население по переписи 2001 года составляет 872 человека. Почтовый индекс — 12244. Телефонный код — 4132. Занимает площадь 1,776 км².

## Адрес местного совета
12242, Житомирская область, Радомышльский р-н, с.Великая Рача

## Известные люди
- Бондаренко, Пётр Николаевич — Герой Советского Союза.